# 新大楽毛駅
新大楽毛駅（しんおたのしけえき）は、北海道釧路市大楽毛南1丁目にある北海道旅客鉄道（JR北海道）根室本線の駅である。事務管理コードは▲110470。駅番号はK51。

## 歴史
当地の富士製紙（→王子製紙）社宅、新興住宅地、北海道釧路西高等学校の利便を図って新設された。
- 1988年（昭和63年）11月3日：JR北海道の駅として開業[1][3]。旅客のみ取扱い[3]。
- 2013年（平成25年）11月28日：新待合室完成。

### 駅名の由来
大楽毛より新しい駅であることから。

## 駅構造
- 単式1面1線ホームの地上駅。
- 釧路駅管理の無人駅。
- 列車接近ランプとブザーがある。

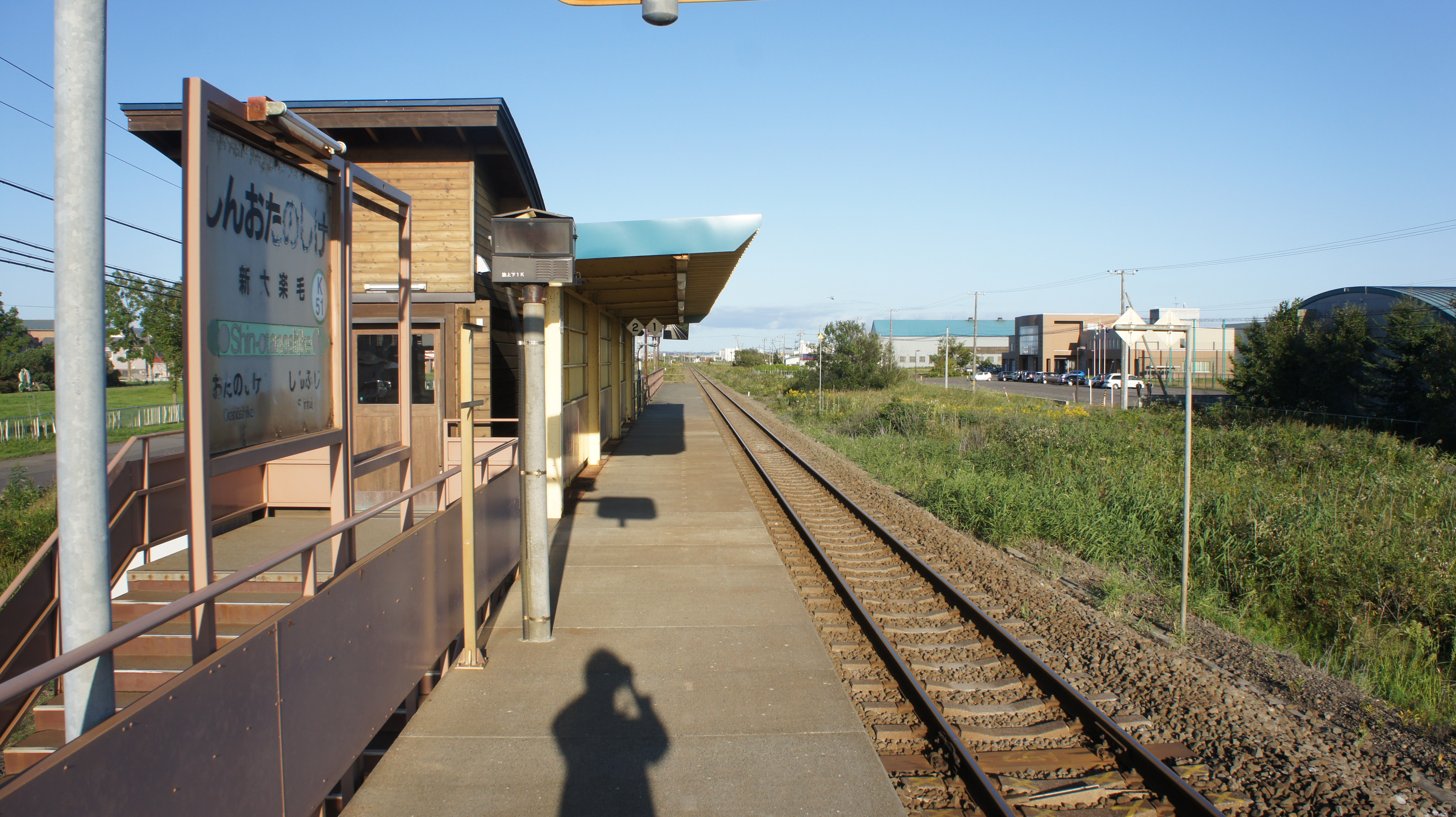
ホーム（2018年9月）
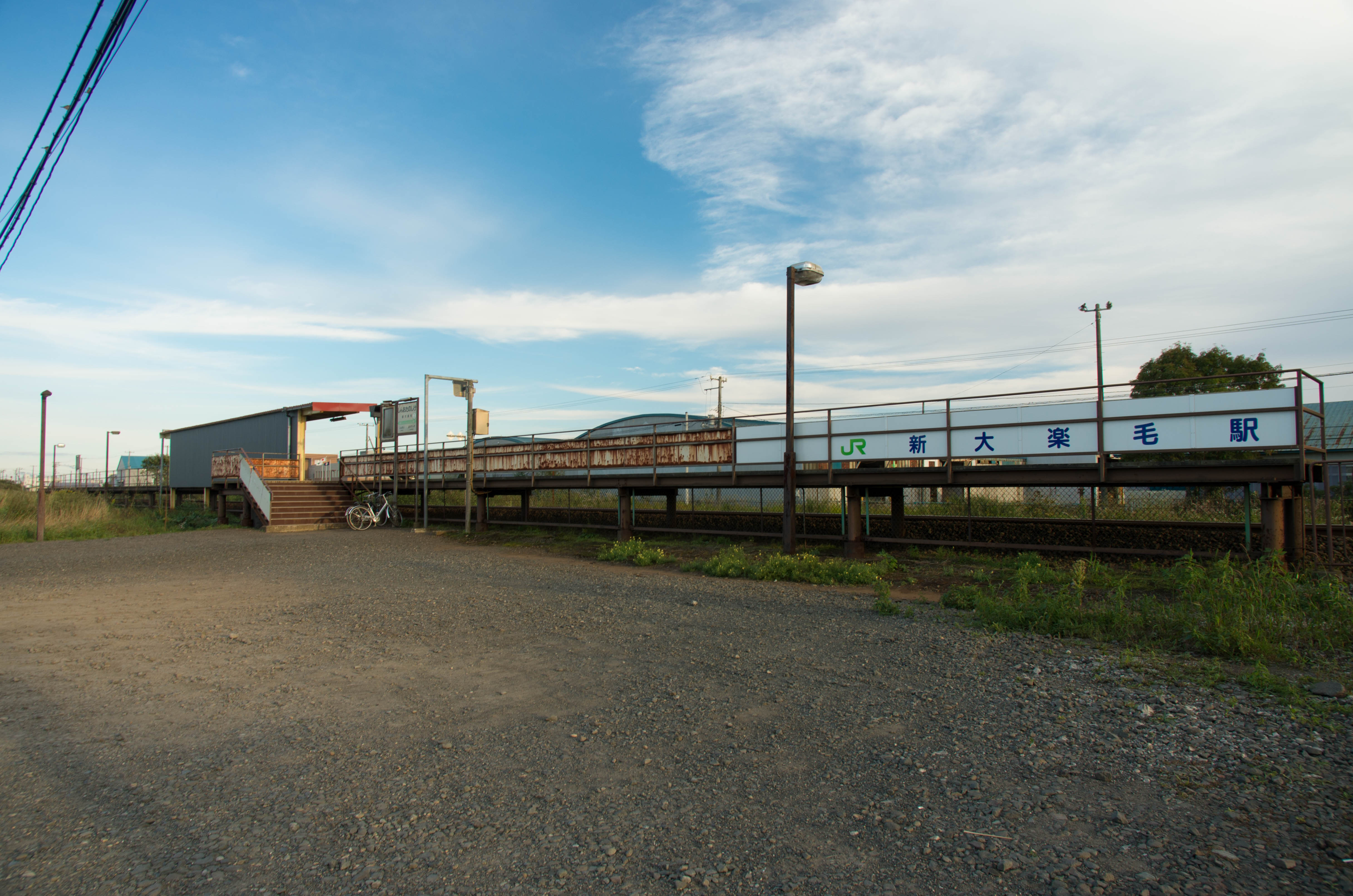
新待合室完成前の駅全景（2013年9月）

## 利用状況
1日の平均乗降人員は以下の通りである。
| 乗降人員推移 | 乗降人員推移 |
| 年度         | 1日平均人数  |
| ------------ | ------------ |
| 2011         | 38           |
| 2012         | 46           |
| 2013         | 28           |
| 2014         | 20           |

## 駅周辺
もともと工場地帯であったが、郊外型大型小売店の進出や住宅が増えてきており急速に栄えてきた。
- 国道38号
- 釧路運転免許試験場
- 北海道立釧路高等技術専門学院
- 荒川化学工業釧路工場
- 北海道警察学校釧路分校
- 王子製紙釧路工場（新聞用紙）
- 王子マテリア釧路工場（ダンボール原紙）
- 王子コンテナー釧路工場（ダンボールシート）
- 北海道釧路鶴野支援学校（旧 北海道釧路市立釧路西高等学校）
- 釧路市立大楽毛中学校
- 星ヶ浦自動車学校
- くしろバス、阿寒バス「大楽毛2丁目」停留所[6]
- 阿寒バス「新大楽毛駅」停留所

## 隣の駅
北海道旅客鉄道（JR北海道）
■根室本線
大楽毛駅 (K50) - 新大楽毛駅 (K51) - 新富士駅 (K52)

## バス路線
イオン昭和店、高専 へ路線が伸びている。 [阿寒バス]